# チバニアン兼業農学校
チバニアン兼業農学校は、千葉県長生郡睦沢町にある、株式会社おひさま総合研究所が運営する兼業農家就農を目的とした短期の民間スクールである。
2022年1月開校。兼業農家就農を目指す社会人らが参加しやすいように、平日夜間のオンラインや週末に研修が行われ、1期3ヵ月である。道の駅むつざわ（つどいの郷）の交流施設で座学、近隣の研修農場で実習が行われる。千葉県長生郡睦沢町より協力を得ている。

## 内容
農業技術指導だけでなく、兼業農家就農に必要な実践指導や実際の就農に向けた支援が受けられる。
- 兼業就農向け実践講座（ネット販売、農泊、農家レストラン、ソーラーシェアリング(営農型太陽光)、省力栽培など）
- 農業指導者等による技術指導
- 行政及び当社サポートによる農地取得（睦沢町及び千葉県中部）
- 研修農地での実践
- 行政担当による営農計画作成指導（睦沢町）
- 各種地元金融機関の農業及び住宅融資斡旋（千葉県長生郡）
- 農耕車限定大型特殊自動車免許取得[4]

## アクセス
- 自動車 - 首都圏中央連絡自動車道市原鶴舞インターチェンジ、茂原長南インターチェンジ から約20分
- バス - 東日本旅客鉄道茂原駅南口「道の駅むつざわつどいの郷」行 乗車約30分。または上総一ノ宮駅より「大多喜車庫」行乗車、「部早」下車 約20分[5]

## 関連人物
- 平山泰朗（校長）
- 橋本剛（講師兼農業専門行政書士）[6]